# Dipcadi goaense
Dipcadi goaense är en sparrisväxtart som beskrevs av Prabhug., U.S.Yadav och Janarth. Dipcadi goaense ingår i släktet Dipcadi och familjen sparrisväxter. Inga underarter finns listade i Catalogue of Life.